# 威廉·冯特
威廉·馬克西米利安·冯特（發音：[vʊnt]；1832年8月16日—1920年8月31日）是德国著名心理学家、生理學家兼哲學家，心理学发展史上的开创性人物。他被普遍公认为是心理学（又稱科學心理學、現代心理學）的创建人，也可以說他開啟了心理學作為大學學科的制度化，同時也是結構學派的奠基人。
威廉·冯特认为，心理学可以通过实验的方法进行研究，并将内省实验法引入了心理学研究，并据此提出了情感三维说。冯特内省实验法是哲学内省法和赫尔曼·冯·亥姆霍兹实验室仪器的结合，他请对方向内反省自己，然后描写他们自己对自己的心理工作方法的看法。他创造了特殊的方法来训练对方，让他们更仔细和完善地来看待自己，但不过分地解释自己的心理；这个工作方式与当时的心理学非常不同，当时的心理学更多是哲学的一个分枝。
威廉·冯特认为，心理与生理是互相关连的。他的认识论结合了斯宾诺莎、莱布尼茨、康德和黑格尔的哲學理论。

## 生平

### 早年
馮特於1832年8月16日出生於巴登大公國的內卡勞（Neckarau，今屬於曼海姆），是父母的第四個孩子。他的父親馬克西米利安·馮特（Maximilian Wundt，1787–1846）是一位路德宗牧師，母親名叫瑪麗·弗雷德里克（Marie Frederike），婚前姓阿諾德（Arnold，1797–1868）。馮特的兩位兄弟姊妹在童年早逝，僅有兄長路德維希（Ludwig）倖存下來。 馮特的祖父是腓特烈·彼得·馮特（Friedrich Peter Wundt，1742–1805），曾任維布林根（Wieblingen）的地理學教授與牧師。當馮特約六歲時，全家遷居至一座中世紀小鎮海特斯海姆（Heidelsheim，在今巴登-符騰堡境内）。
馮特生於德意志邦聯時期，這是一段被認為經濟相對穩定的時代。他在一個普遍將財富再投資於教育、醫療與技術發展的環境中成長。這種以經濟推動知識進步的風氣催生了心理學研究的新方法，也促使他逐步成為日後舉足輕重的心理學奠基者。

### 接受教育
从1851年到1856年，他先后在图宾根、海德堡和柏林求学。他选择进入图宾根学医，是因为当时父亲去世，医生的收入可以使家庭维持体面的生活。大学一年级结束的时候，窘困的家境使他受到刺激，发誓痛改前非，发奋读书，并转入海德堡大学。
1855年，冯特毕业于海德堡大学医学系，取得博士学位，并在全国医学会考中取得第一名的成绩。但是他对从事临床医学并不感兴趣，而是又前往柏林大学深造一年，师从乔安·穆勒。1857年，冯特回到海德堡大学担任生理学讲师。1858年，赫尔曼·冯·亥姆霍兹来到该校，创办了一所生理学研究院，冯特担任其实验室助手。当时冯特尚未完婚，疯狂地投入实验室工作，数年后完成了一部大部头著作《感官知觉理论文集》（1858年—1862年）。
正是在这一时期，冯特开辟了第一个教授科学心理学的课程。在这个课程中他开始使用来自自然科学的实验方法和神经生理学的研究成果来研究心理学，1862年率先提出实验心理学的名称。他的讲义被编辑为《人类与动物心理学论稿》（1863年）。该书被评价为“生理学家的朴素心理学”。1864年他被提升为助理教授。

### 婚姻與家庭
1867年，馮特在海德堡附近結識了索菲·茂（Sophie Mau，1844年－1912年）。她是基爾神學教授海因里希·茂（Heinrich August Mau）與其妻路易絲（娘家姓馮·魯莫爾（von Rumohr））的長女，同時也是考古學家奧古斯特·茂的姊妹。兩人於1872年8月14日在基爾結婚。
他們育有三名子女：埃莉諾（Eleanor，1876年－1957年），在多方面成為父親的助手；路易絲（Louise，1880年－1884年），小名莉莉（Lilli），早逝；以及馬克斯·馮特（Max Wundt，1879年－1963年），後來成為哲學教授。

### 苏黎世和莱比锡
1875年，馮特被任命為蘇黎世大學「歸納哲學」教授。同年他又被任命為萊比錫大學哲學教授。該校曾是恩斯特·海因里希·韋伯（Ernst Heinrich Weber，1795年－1878年）與古斯塔夫·費希納（Gustav Theodor Fechner，1801年－1887年）開展感官心理學與心理物理學研究的地方；更早兩百年前，戈特弗里德·萊布尼茲也在此發展了哲學與理論心理學，對馮特的思想有深遠影響。
馮特在回憶錄中表達了對韋伯的高度敬意，他認為韋伯應被視為實驗心理學之父：「我更願意稱韋伯為實驗心理學的奠基者……正是韋伯首創了測量心理量並揭示其精確關係的觀念，並最先理解並實踐了這一點。」
婚后的冯特致力于写作心理学历史上最重要著作之一：《生理心理学原理》（1874年出版） 。在这部书中，他把关于心理实验的结果整理成为一个系统，着手将心理学从哲学中独立出来，发展成一门系统的科学，来研究人的以下心理活动：感觉、情感、意志、知觉（冯特称之为统觉）和思维。这部著作使他得到了苏黎世大学的教授席位。
1875年，冯特又被莱比锡大学聘为哲学教授。1879年12月，他在大学里孔维特楼（寄宿招待所）三楼的一个小房间里，创建了世界上第一个心理学实验室。
冯特直到去世一直住在莱比锡，几乎从不外出旅行，除了欣赏音乐会以外，也不热衷于公众活动；不过，他和妻子经常在家中招待高年级的学生和助手们。如同康德一样，冯特一直过着严谨有规律的生活，上午的时间主要用于写作，下午访问实验室、上课，然后散步。冯特在课堂上富于激情，口若悬河，充分体现对于本专业的无所不知。

### 心理学实验室
1879年，冯特在莱比锡大学创立了第一个专门用于心理学研究的实验室，这一事件标志着心理学作为一门独立学科正式诞生。该实验室聚集了大量研究生，在冯特的指导下进行指定课题的研究，并迅速吸引了来自世界各地渴望学习这门新科学的年轻学者。
早在1876年，莱比锡大学便为冯特提供了一间实验室，用于存放他从苏黎世带来的设备。该实验室位于Konvikt大楼，由于频繁在教室与实验室之间搬运设备不便，冯特常在此进行示范。他定制并收集了大量仪器，如速示仪（tachistoscope）、计时器（chronoscope）、钟摆、电动装置、计时器和感觉测绘设备等，并会将特定仪器分配给研究生，让他们研究其在未来实验中的应用。 1885年至1909年间，该实验室共有15位助理。

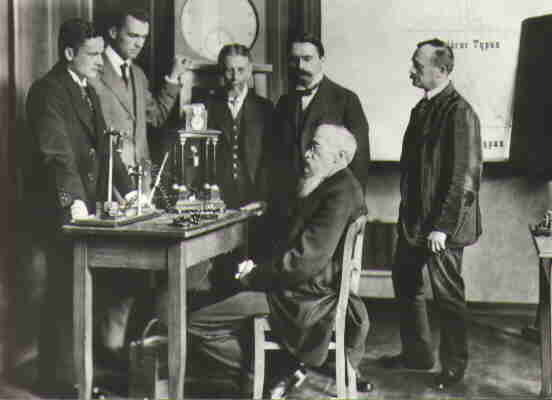
冯特（中坐者）与其心理学实验室的同事们——全球首个此类实验室

1879年，冯特开始进行一些不属于教学范畴的实验，他声称这些独立实验使其实验室获得了作为“正式心理学实验室”的合法地位，尽管直到1883年大学才正式承认该建筑为校内部分。实验室逐渐扩展至十一间房，最终更名为心理学研究所，并迁至冯特专为心理研究设计的新大楼。
冯特在1875年至1879年冬季学期期间的讲课安排显示出其课程内容之广泛：每周六天、平均每日两小时。例如，1875年冬季学期内容包括：语言心理学、人类学、逻辑学和认识论；随后夏季学期教授心理学、脑神经及生理学。后续学期还涵盖宇宙学、历史哲学与一般哲学。

### 去世

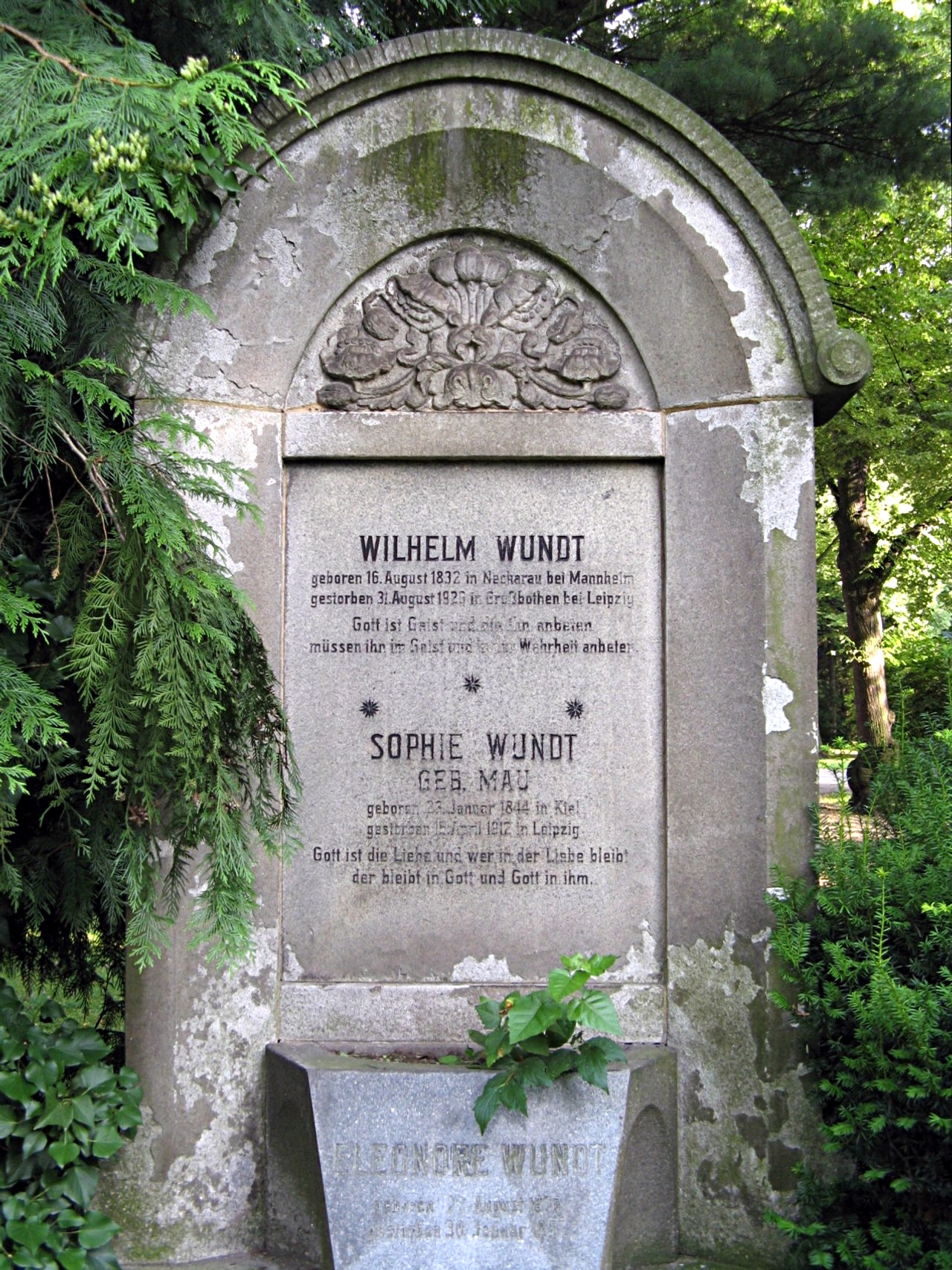
冯特的墓碑

1917年，冯特直到85岁高龄才退休。他去世于1920年8月31日，享年88岁，在那一年出版了花费他20年时间完成的十卷巨著《民族心理学》。

## 影响
冯特对于心理学这门学科的影响是极其独特的。首先，是他将心理学确定为一门新的科学，并为之划定了研究的领域，确定了一个宏观的框架；“在冯特创立他的实验室之前，心理学像个流浪儿，一会儿敲敲生理学的门，一会儿敲敲伦理学的门，一会儿敲敲认识论的门。1879年，它才成为一门实验科学，有了一个安身之处和一个名字。”
其次，是他将实验方法引入这门新兴学科，甚至他的实验室成为半个世纪里心理学实验室的典范；第三，他的大部头教科书，在整整两代人的时期内，其影响力具有无可比拟的权威性。
他的许多学生也成为非常知名的心理学家，1875年至1919年间，冯特指导了多达185篇博士论文，其中包括70位外国学生（其中23人来自俄罗斯、波兰及东欧其他国家，18人来自美国）。 许多学生日后成为杰出心理学家，包括德国的奥斯瓦尔德·屈尔佩（维尔茨堡大学教授）、恩斯特·莫曼（莱比锡与汉堡教授，教育心理学先驱）、雨果·明斯特伯格（弗莱堡与哈佛大学教授，应用心理学先驱）、文化心理学家威利·赫尔帕赫，以及亚美尼亚人古尔根·埃迪良。
来自美国的知名学生包括：詹姆斯·麦金·卡特尔（美国首位心理学教授）、格兰维尔·斯坦利·霍尔（儿童心理学运动之父、青少年发展理论家、克拉克大学校长）、查尔斯·贺伯特·贾德（芝加哥大学教育学院院长）、沃尔特·迪尔·斯科特（工业心理学发展贡献者，曾在哈佛任教）、爱德华·布拉福德·铁钦纳、莱特纳·维特默（美国首个心理诊所创立者）、弗兰克·安杰尔、爱德华·惠勒·斯克里普彻、詹姆斯·马克·鲍德温（普林斯顿心理系创始人之一，早期心理学、精神病学和进化论贡献者）。
因此，冯特可被视为大多数美国心理学家（第一代与第二代）的学术“家谱”源头之一。 值得一提的还有英国人查尔斯·斯皮尔曼；罗马尼亚的康斯坦丁·拉杜列斯库-莫特鲁（人格主义哲学家、布加勒斯特大学哲学系主任）；齐柏林飞船制造公司经理胡戈·埃克纳；以及成为哲学家的学生（如鲁道夫·艾斯勒与塞尔维亚人柳博米尔·内迪奇）。其他日后成名的访客或学生包括弗拉迪米爾·米哈伊洛維奇·別赫捷列夫、弗朗茨·博厄斯、埃米尔·涂尔干、埃德蒙·胡塞尔、布罗尼斯瓦夫·马林诺夫斯基、乔治·赫伯特·米德、爱德华·萨丕尔、斐迪南·滕尼斯、本杰明·李·沃尔夫等人。
冯特的许多学术成果在20世纪中叶美国受到忽视，部分原因在于缺乏良好翻译、部分学生的误导性解读，以及行为主义对其研究纲领的批评对立。
心理学独立发展以后最初50年间的重要专家学者大多都出自冯特门下：
- 詹姆斯·卡特尔（James McKeen Cattell）：美国第一位心理学教授
- 爱德华·铁钦纳（Edward Bradford Titchener）：在康乃尔大学创建美国第一个心理学实验室
- 查尔斯·斯皮尔曼（Charles Spearman）：英国心理学家，发展了智力二因素理论，进行一些重要的统计分析
- 斯坦利·霍尔（G. Stanley Hall）：儿童心理学运动之父和青春期发展理论家
- 莱特纳·维特莫（Lightner Witmer）：创建美国第一个心理诊所
- 查尔斯·基德（Charles Hubbard Judd）：芝加哥大学教育学院院长

不过，冯特心理学思想的本身到1920年代以后已经影响甚微，一些新兴的心理学流派迅速取而代之：行为主义心理学强调进行更为严格的实证科学研究，反对冯特的内省实验法；
冯特致力于运用反应时间技术，提供良知过程的客观计算。这是和霍兹最先发展的相似，反应时间被更有效的运用在现代研究中。

## 著作
- 《感官知觉理论文集》（Beiträge zur Theorie der Sinneswahrnehmung），莱比锡，1862年.
- 《人类和动物心理学论稿》（Vorlesungen über die Menschen und Thierseele），1863年初版于莱比锡
- 《生理心理学原理》（Grundzüge der physiologischen Psychologie），2册，1873-4年第一版.
- 《心理学概论》（Grundriss der Psychologie），莱比锡，1896年
- 《民族心理学》（Völkerpsychologie），10册，莱比锡，1900-1920年